# Kahei Toki
Pour les articles homonymes, voir Toki.
Kahei Toki (土岐 嘉平, Toki Kahei), né le 16 février 1875 dans la préfecture de Wakayama et mort le 22 mars 1946, est un fonctionnaire et homme politique japonais, successivement gouverneur des préfectures de Kōchi, Ishikawa, Osaka et Hokkaidō, ainsi que secrétaire-général du territoire du Guandong, concession étrangère de la Chine récupérée par le Japon en 1905. De 1927 à 1931, il est maire de Kyoto, le premier à terminer son mandat depuis Naiki Jinzaburō en 1904.

## Biographie
Kahei Toki naît le 16 février de la 8e année de l'ère Meiji (1875), le deuxième fils de Toki Tsunaemon (土岐 綱右衞門), roturier originaire de Wakayama, et d'Iwae, née Iwata. En novembre 1898, il passe l'examen pour devenir juge ou procureur (ja), puis passe celui (ja) pour devenir avocat en décembre et commence alors en tant qu'assistant au ministère de la Justice. En 1899, il démissionne de son poste pour devenir avocat. Il rejoint la faculté de droit et de sciences politiques de l'université impériale de Tokyo et y reçoit son baccalauréat en droit en juillet 1901. En novembre de la même année, il passe l'examen d'admission à la fonction publique supérieure et est nommé conseiller pour la préfecture de Yamanashi. Toki est transféré au ministère de l'Intérieur en décembre 1902, où il est secrétaire au bureau du génie civil. En avril 1907, il est envoyé en Europe et aux États-Unis, puis devient conseiller pour le ministère de l'Intérieur à partir de décembre 1912, avant d'être nommé directeur du ministère de l'Intérieur dans la préfecture d'Osaka l'année suivante.
Kahei Toki fait son entrée en politique en juin 1914, en devenant gouverneur de la préfecture de Kōchi. Dans le cadre de ses fonctions, il déménage à Kōchi, dans le quartier Eikōji-chō. Il occupe par la suite la fonction de gouverneur de la préfecture d'Ishikawa. À partir de juin 1920, secrétaire-général du gouvernement du Guandong, un équivalent civil au gouverneur-général, une fonction militaire. À son retour au pays, il est brièvement gouverneur de la préfecture d'Osaka, puis de Hokkaidō à partir de 1922, et démissionne de cette dernière fonction. Il fait un retour en politique en 1927 et est élu maire de Kyoto le 13 décembre après la démission de Mitsue Ichimura. Il est choisi en tant que l'un de deux candidats, et remporte l'élection par les membres du conseil. En tant que maire, il est connu pour avoir relancé la grande exposition (ja), qui a lieu en 1928,. Il est aussi derrière l'implémentation d'un réseau d'autobus municipal (ja) et coordonne l'ouverture du marché central de Kyoto (ja). Il termine son mandat de quatre ans le 12 décembre 1931.
Il meurt le 22 mars 1946 à l'âge de 71 ans,.

## Famille
Kahei Toki succède à son père en tant que chef de famille en février 1905. Il épouse Seiko, troisième fille de Yoshimura Mohachirō (吉村 茂八郞), avec qui il a une fille, Yoshiko (嘉子). En épousant Yoshiko, Ginjirō (ja) (銀次郎), le deuxième fils biologique de Miyake Shin'ichirō (三宅 進一郞), est adopté par Kahei Toki. Ginjirō occupera lui aussi des fonctions de gouverneur.

## Distinctions
En 1915, il accède au 5e rang inférieur de la Cour du Japon, et en 1928 à celui de 3e rang inférieur.